# Melas (fill de Frixos)
Melas (en grec antic: Μέλας) va ser, segons la mitologia grega, un dels fills de Frixos i Calcíope.
Juntament amb els seus germans Argos, Frontis i Citissor, va naufragar davant la costa de la Còlquida d'on els van rescatar els argonautes. Quan Jàson va saber que Melas i els seus germans eren nets del rei Eetes, els va convèncer perquè tornessin amb ell a la Còlquida i l'ajudessin a obtenir el Velló d'or.
Amb Euriclea, una filla d'Atamant i de Temisto, va va tenir un fill, Hipèretes.
Es diu que el golf de Saros, al nord de la mar Egea, era conegut en l'antiguitat amb el nom de «golf de Mela», derivat del nom d'aquest personatge.